# Yavor Jristov
Yavor Vasilev Jristov (en búlgaro: Явор Василев Христов; Ruse, 25 de marzo de 1976) es un deportista búlgaro que compitió en tiro con arco, en la modalidad de arco recurvo. Ganó dos medallas en el Campeonato Mundial de Tiro con Arco en Sala, en los años 2003 y 2009.

## Palmarés internacional
| Campeonato Mundial en Sala | Campeonato Mundial en Sala | Campeonato Mundial en Sala | Campeonato Mundial en Sala |
| Año                        | Lugar                      | Medalla                    | Prueba                     |
| -------------------------- | -------------------------- | -------------------------- | -------------------------- |
| 2003                       | Nimes (Francia)            | Medalla de plata           | Equipo                     |
| 2009                       | Rzeszów (Polonia)          | Medalla de oro             | Individual                 |